# Sky Captain and The World of Tomorrow
Sky Captain and The World of Tomorrow, amerikansk-brittisk-italiensk film från 2004.

## Handling
Journalisten Polly Perkins (Gwyneth Paltrow) börjar undersöka varför flera framträdande forskare har försvunnit spårlöst i ett alternativt steampunk 1939 där Tyskland inte förbereder krig.

## Om filmen
Filmen är regisserad av Kerry Conran.
Rollfiguren Totenkopf gjordes efter arkivfilmer av Sir Laurence Olivier, 15 år efter hans bortgång 1989. Han är en av få skådespelare som medverkat i film så långt efter sin död.

## Rollista (i urval)
- Gwyneth Paltrow - Polly Perkins
- Jude Law - Joe "Sky Captain" Sullivan
- Giovanni Ribisi -	Dex Dearborn
- Michael Gambon - Chefredaktör Morris Paley
- Ling Bai - Mystiska kvinnan (eg. Bai Ling)
- Omid Djalili - Kaji
- Laurence Olivier - Dr. Totenkopf
- Angelina Jolie - Kapten Francesca "Franky" Cook